# Kościelniki (obwód lwowski)
Kościelniki (ukr. Костильники, Kostylnyky) – wieś na Ukrainie, na terenie obwodu lwowskiego, w rejonie jaworowskim (do 2020 roku w rejonie mościskim).
Wieś szlachecka Kosczelniki, własność Stadnickich, położona była w 1589 roku w ziemi przemyskiej województwa ruskiego.